# 腺刺马银花
腺刺马银花（学名：Rhododendron mitriforme var. setaceum）为杜鹃花科杜鹃花属下的一个变种。

## 扩展阅读
- 維基物種上的相關：腺刺马银花